# Jan Štokr
Jan Štokr (* 16. ledna 1983, Dačice) je bývalý český profesionální volejbalista, diagonální hráč, výška 206 cm, váha 110 kg. Byl dlouholetým českým reprezentantem, jedna z opor české volejbalové reprezentace, který hrál italskou profesionální volejbalovou ligu série A 1. Jan Štokr reprezentoval Českou republiku více než 150x. Mimo jiné na mistrovstvích světa (Japonsko 2006, Itálie 2010) a na mistrovstvích Evropy (2003, 2005, 2009). Je mistrem České republiky a vítězem Českého poháru s týmem Odolena Voda v roce 2004.
V prosinci roku 2010 i 2011 zvítězil s týmem Itas Diatec Trentino na mistrovství světa klubů v katarském Dauhá. S tímto týmem zvítězil v roce 2011 i v italském poháru a Superpoháru. Jeho zatím nejúspěšnější sezona pokračovala v březnu roku 2011 vítězstvím ve volejbalové Lize mistrů. Tohoto úspěchu dosáhl teprve jako šestý Čech. Vyvrcholením úspěšné sezony byl zisk titulu Mistra Itálie. Právě prvenství v domácí soutěži je ceněno na Apeninském poloostrově nejvíce.
S manželkou Zuzanou má syna Jana (2010).

## Úspěchy

### CEV Champions League
- 2010/2011 – s Itas Diates Trentino
- 2011/2012 – s Itas Diates Trentino

### FIVB Klubové mistrovství světa
- Qatar 2010 – s Itas Diates Trentino
- Qatar 2011 – s Itas Diates Trentino
- Qatar 2012 – s Itas Diates Trentino

### Týmové úspěchy
- 2003/2004  Česká extraliga, Odolena Voda
- 2003/2004  Český pohár, Odolena Voda
- 2010/2011  Italian Championship, Itas Diates Trentino
- 2011/2012  Italian Cup Serie A, Itas Diates Trentino
- 2011/2012  Italian Championship, Itas Diates Trentino
- 2012/2013  Italian Cup Serie A, Itas Diates Trentino
- 2012/2013  Italian Championship, Itas Diates Trentino

## Kluby
- 1997–1999 VK Telč
- 1999–2000 VK Dukovany
- 2000–2001 USK Praha
- 2001–2004 VK Odolena Voda
- 2004–2005 Azimut Modena
- 2005–2006 Cagliari
- 2006–2010 Perugia Volley
- 2010–2013 Trentino Volley
- 2013–2015 Dinamo Krasnodar
- 2015–2016 Kepco Vixtorm Soul (Jižní Korea)
- 2016–2017 Itas Trento
- 2017–2021 Dukla Liberec
- 2021–2024 Slavia Hradec Králové